# C/2018 X3 (PANSTARRS)
C/2018 X3 (PANSTARRS) — короткоперіодична комета типу комети Галлея. Відкрита 12 грудня 2018 року; була 20.5m на час відкриття.